# Romanización de Menorca
Se denomina romanización de Menorca al proceso que conllevó la ocupación militar romana: la colonización y la gradual aculturación de la población indígena talayótica que, en consecuencia, llevaría a su extinción definitiva como cultura diferenciada.

## Ocupación y colonización
Parece que las fuentes clásicas justifican la ocupación de Menorca con el argumento de la piratería como única causa de conquista, si bien Estrabón matiza que los piratas eran foráneos.

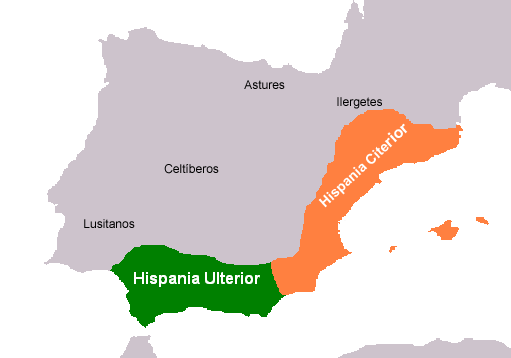
Hispania Citerior

De hecho, el final de la guerra púnica intensificó la actividad ebusitana en las islas de Mallorca y Menorca, e implicó un aumento de la incidencia. Los éxitos de la conquista romana en Hispania favorecieron un incremento del tráfico marítimo en dirección a la Península, el cual a menudo recaló en Ebusus. Los armadores ebusitanos aprovecharon esta nueva coyuntura para sacar provecho de la situación y, con la ayuda de honderos baleáricos, sorprendían las naves de comercio que entraban en aguas baleares para atacarlas y saquearlas. La respuesta romana no se podía hacer esperar. Pero a pesar de ello, la piratería incomodaba el tráfico comercial romano. Pero hay más causas que impulsaron a los romanos a tomar el control de Menorca y Mallorca. El senado romano impulsaría la conquista militar de Baleares como parte de la estrategia para pacificar el Sur de Galia y Cerdeña, lo que se consumó el 120 y 122 a. C., respectivamente.
Quinto Cecilio Metelo fue quien lideró la flota romana de ocupación. Tardó dos años (hasta el 121 aC) para pacificar las islas y poner los fundamentos de la administración romana. En un primer momento la aportación de colonos es escasa, y se 

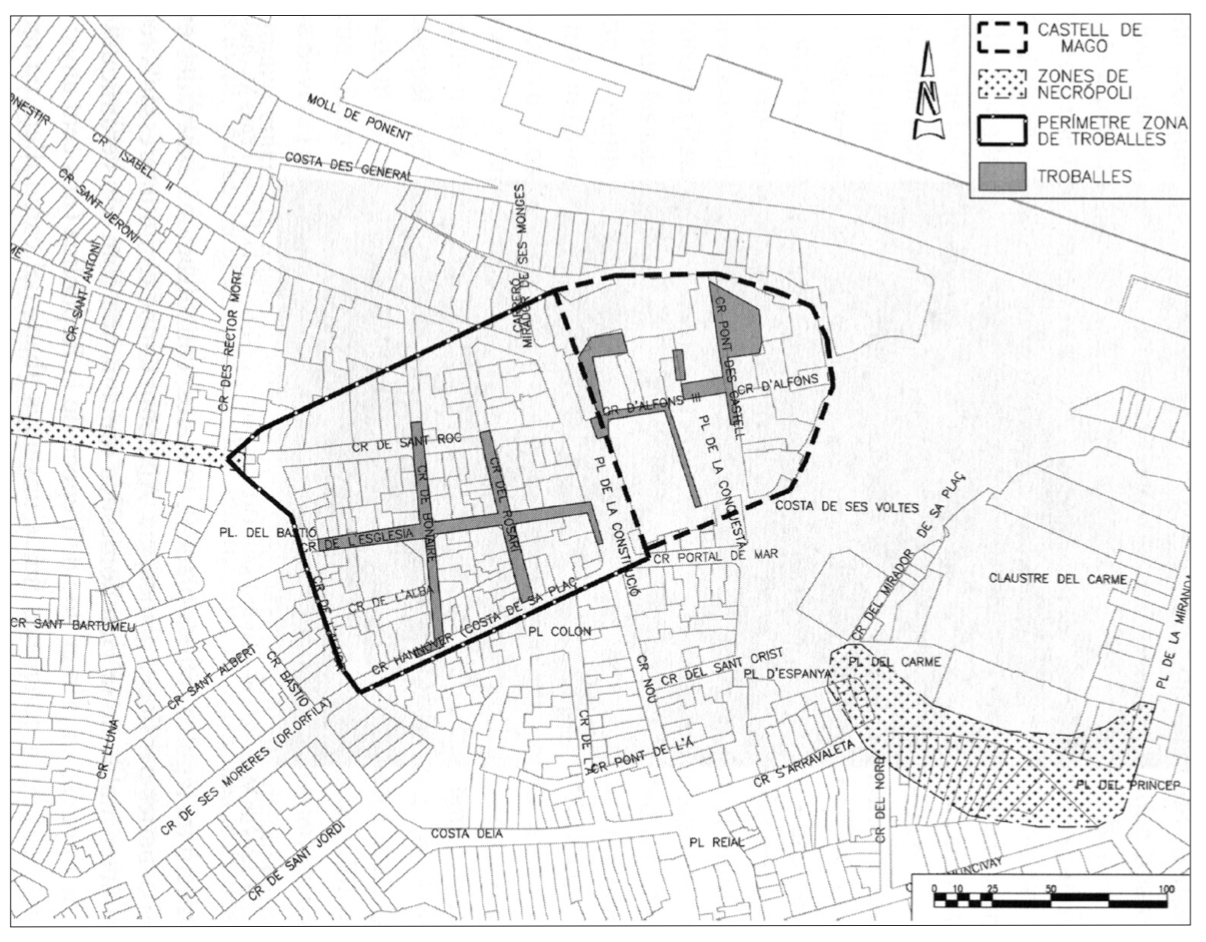
Extensión de la Mago romana (según GÓMEZ, M.; GARRIDO, E. (2013). Soporte de escultura con decoración vegetal procedente del fórum de Mago (Mahón, Menorca). Pyrenae, 44, núm. 2 (2013).)

aprovechan los antiguos emplazamientos de origen púnico,  Iammona  (la actual Ciudadela) y  Magona   (la etimología antroponímica en relación con Mago, hermano de Aníbal, y pretendido fundador de Mahón es errónea, ahora se piensa que los fenicios la denominarían así, con el significado de refugio, amparo, protección, en relación con las excelentes condiciones portuarias del emplazamiento), donde viven comunidades punicoindígenes (que se aprecia en los yacimientos de Trepucó como en las excavaciones de la plaza de la Conquista de Mahón), para construir emplazamientos de carácter militar ( castella). Es evidente que las buenas relaciones que habían tenido con el mundo fenicio pasan factura, y las civitates romanas menorquinas son reducidas a la condición de ciudades estipendiarias. La condición de civitates stipendiariae  las hacía estar sometidas a un régimen fiscal de mayor dureza. También se fundó Sanisera (en el actual Puerto de Sanitja), un puerto militar para evitar la instalación de piratas en la costa septentrional. En cambio en Mallorca, la belicosidad de los talayóticos con los cartagineses y los sucesivos actos de apoyo bélico a las tropas romanas hizo que Roma otorgara más privilegios y aportara más colonos a las ciudades que fundaría.

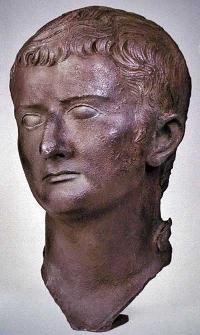
Busto del emperador Tiberio hallado en Mago (Mahón)

Sea como sea, el año 123 aC Menorca (y el archipiélago) se incorporó a la Hispania Citerior por todo lo que afectaba la administración y la fiscalidad. El año 13 aC Augusto reorganizó el esquema provincial hispano estableciendo tres unidades provinciales: Bética, Lusitania y Tarraconense, a la que pertenecían las insulae Baliares. Sin embargo, la administración provincial romana estaba dificultada por los problemas derivados de la insularidad, especialmente durante el invierno, cuando las condiciones de navegación eran hostiles y el Mar Mediterráneo poco navegable, condición que provocaba un mar inoperativo o mare clausum.

## Recursos y explotación económica
El origen talayótico y de influencia fenicio-púnico de los asentamientos romanos, y también los datos paleobotánicos, denotan la preexistencia de una cerealocultura en la Menorca ocupada. Determinados recursos eran conocidos y empleados por el mundo romano, como es el caso de la cebolla marina (Urginea maritima), abundante en Menorca y en general en las  islas, usada para matar ratas y como medicina. También se comercializaban caracoles (una variedad balear que vive en agujeros), miel, y liebres.

## Poblamiento
Parece que el poblamiento rural de Menorca en época Postalayótica se extiende especialmente sobre el sur de la isla. En época romana se constata la pervivencia de muchos de los poblados, a los que corresponden algunas de las necrópolis excavadas, en los ajuares de las que conviven cerámicas hechas a mano de tradición indígena junto con cerámicas romanas hasta el siglo I y II d. C. En algunas, como Rafal des Capità, hasta el siglo V d. C.. 
Las técnicas romanas de explotación agraria conviven con las formas tradicionales de aprovechamiento de los recursos. Poblados postalaiòtics y explotaciones romanas se yuxtaponen, como se puede apreciar en la zona de Algaiarens, donde el poblado de Es Pujol de sa Taula está situado a unos escasos 450 metros de una explotación romana tradicional.
También se da el hundimiento de los centros indígenas de intercambio púnico-ebusitanos, y que la conquista romana para, como es el caso de Cales Coves (la fiscalidad romana consideraba los antiguos puertos indígenas sitios de comercio irregular o de contrabando).
A pesar de la continuidad en el poblamiento, una de las consecuencias de la conquista romana fue la desestructuración social que hizo que algunos contingentes de indígenas se integraran en el poblamiento urbano, aunque este hecho quizás se produjera más en Mallorca.
Los romanos construyeron una vía que comunicaba las dos principales civitates (actuales Mahón y Ciudadela que ellos llamaban Mago y Iammo).

## Las inscripciones epigráficas

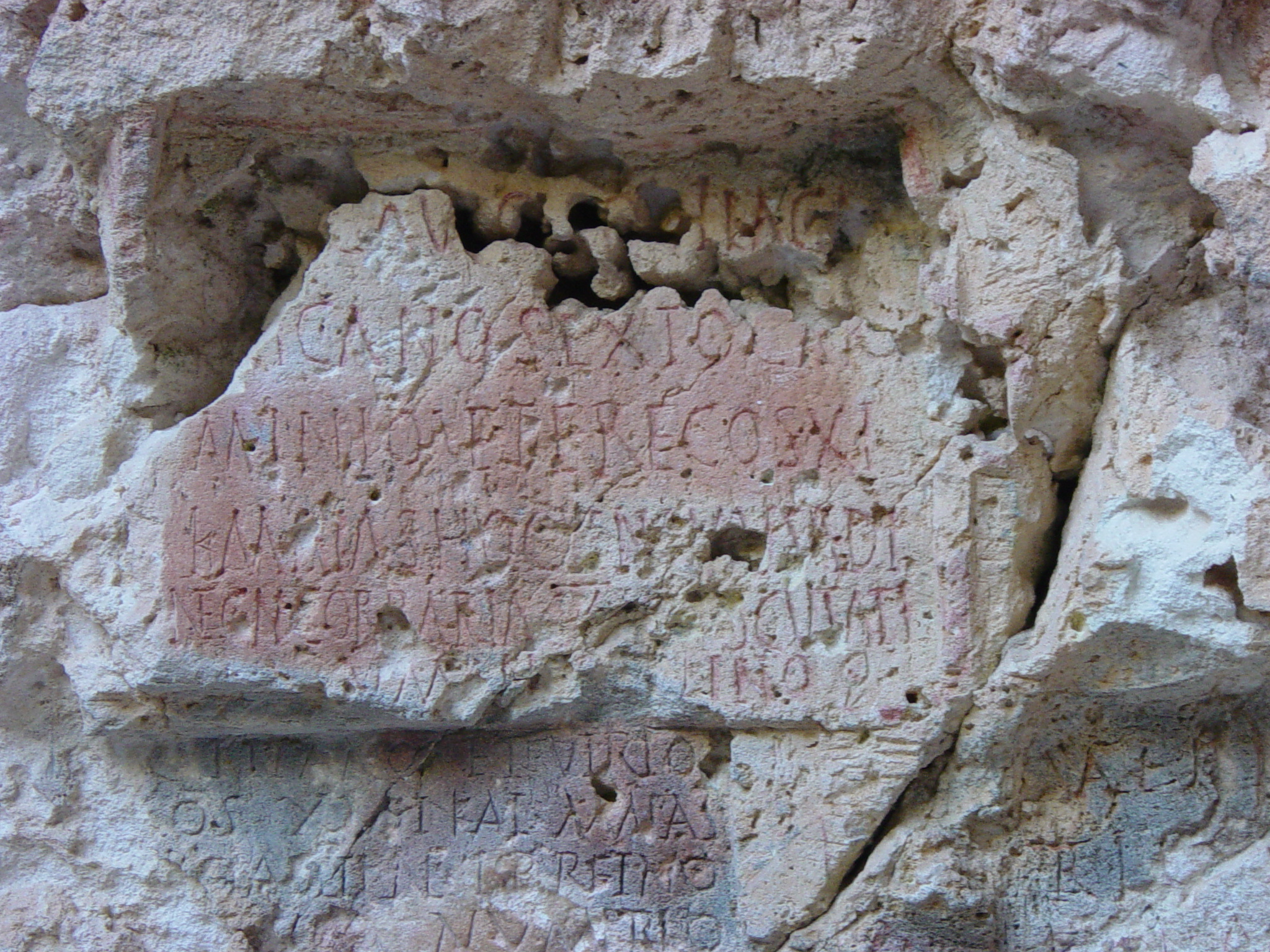
Inscripción epigráfica de Calescoves (Alayor-Menorca)

Tenemos en Menorca una serie de documentos epigráficos estudiados por diversos investigadores com el padre Cristóbal Veny o Marc Mayer, entre otros, que nos informan sobre diferentes cuestiones relacionadas con la Menorca romana. Los documentos más conocidos i, a la vez, estudiados son los de la Cova dels Jurats de Cales Coves picados en la pared de la entrada de una gran cueva utilizada en la antigüedad posiblemente com un santuario. Estos epígrafes son una serie de textos que nos hacen pensar en rituales religiosos relacionados con la fundación de la ciudad de Roma. Las persones que los escribieron repetían un esquema similar. En primer lugar la fecha consular; después una fecha, en la mayoría de casos el 21 de abril, día de la fundación de la ciudad, y finalmente una serie de nombres relacionados con otros cargos sociales y políticos, como los ediles. Muy posiblemente los personajes que las hicieron tenían un estatuto social elevado dentro de la Menorca romana y llegaban a la cueva cada 21 de abril para celebrar y conmemorar la fecha de la fundación de Roma en este santuario.
Son relevantes los epígrafes de Mahón, Ciudadela y Sanitja que nos informan de la categoría jurídica de estos poblamiento como ciudades, así como de los nombres de algunos personajes relevantes:
L·FABIO·L·F / QVIR / FABVLLO / AED·IIVIR.III / FLAMINI·DIVOR / AVG·R·P·MAG / OB MVLTA·EIVS / MERITA
TR: A Lucio Fabio Fabulo, hijo de Lucio, de la tribu Quirina, edil, duunvir por tres veces, flamen de los dioses, augustal. La República de Mago, por sus muchos méritos (Inscripción documentada en Mahón)
Tenemos otrs inscripciones repartidas por toda la isla, de las cuales también tenemos que destacar la encontrada en la Cova Diodorus del poblado talayótico de Torrellafuda o otrs inscripciones en las ciutades de Mago, Iamo i Sanissera

## El nombre de Nura
El nombre de Nura aplicado a Menorca en un itinerario romano tiene un origen incierto y no se sabe realmente si era éste el que se empleaba en el contexto regional para denominar la isla. Su posible procedencia autóctona está avalada porque se documentaron en Cerdeña el paleononimo  Nure  y  Nura  -  Nora  y el lexema  nurac , que ha quedado en "nurake" en [ [lengua sarda | sardo]] y en "nuraghe" en catalán, la denominación de las torres equivalentes a  talayots que hay en Cerdeña. La relación no es del todo clara para que la fundación de la colonia fenicia de Nora fue atribuida al héroe epónimo Norax, que llegó a Cerdeña desde Tartessos (actual Andalucía).